# Herrenvolk und Herrenrasse
Herrenvolk und Herrenrasse sind seit dem letzten Drittel des 19. Jahrhunderts Schlüsselbegriffe von Kolonialismus, Rassismus und Antisemitismus. Geprägt als ideologische Rechtfertigung kolonialer Expansion wurde Herrenvolk zu einem Leitmotiv der sogenannten alldeutschen Bewegung. Im Anschluss an Joseph Arthur de Gobineau und Houston Stewart Chamberlain entwickelte sich zugleich innerhalb der völkischen Bewegung die Idee der Existenz einer germanischen Herrenrasse. Ohne diesen völkischen und antisemitischen Vorstellungen Wesentliches hinzuzufügen, erklärte der Nationalsozialismus die „arische“ für die höchstwertige und einzig kulturschöpferische „Rasse“.

## Der Begriff „Herrenvolk“
Der Begriff Herrenvolk kam im 19. Jahrhundert im Zuge der kolonialen Expansion europäischer Staaten auf. Durch die Übertragung des organischen Überlebenskampfes auf den Bereich der Nationen und Völker wurde der Kolonialismus als quasi „naturgesetzlich“ legitimiert. Sozialdarwinistische Axiome vom Überleben des Stärkeren, von der Teilung der Welt in „lebende“ und „sterbende“, niedergehende und aufstrebende Nationen und Anschauungen von den angeblichen Alternativen „Weltmacht oder Untergang“ beherrschten das Denken. Hinzu kamen ältere, evolutionäre Vorstellungen aus der Kulturanthropologie, wonach sich niedrig stehende „Naturvölker“ zu höherwertigen „Kulturvölkern“ entwickelten. Daraus wurde die ideologische Rechtfertigung für die Herrschaft der „weißen Rasse“ abgeleitet und die bevorzugte Stellung des eigenen Volkes als Herrenvolk legitimiert.
Nachweisen lässt sich der Begriff Herrenvolk beispielsweise bei dem Kolonialpionier Carl Peters. Dieser nannte als ein egoistisches Motiv seiner kolonialpolitischen Motivation, „dass ich es satt hatte, unter die Parias gerechnet zu werden, und daß ich einem Herrenvolk anzugehören wünschte.“ Die Kolonialbewegung teilte solche Ideen mit dem radikal-nationalistischen Spektrum im Deutschen Kaiserreich wie bei der Alldeutschen Bewegung. Bei den Alldeutschen entwickelte sich die Vorstellung, das deutsche Volk sei ein Herrenvolk, zu einem Leitmotiv, mit dem ein deutscher Anspruch auf einen Teil der Welt begründet wurde, für dessen Durchsetzung man nicht auf das Entgegenkommen anderer Nationen angewiesen sei. In den Publikationen des Alldeutschen Verbandes wurde damit auch der angebliche deutsche „Drang nach Osten“ verknüpft und im Sinne eines Groß-Germanismus die Germanisierung weiter Teile Südost- und Osteuropas propagiert.
Gegenüber den Alldeutschen reklamierte Max Weber den Begriff des Herrenvolkes als einen innenpolitischen und verknüpfte ihn mit der Forderung nach Demokratisierung. In einer Rede für einen Verständigungsfrieden forderte er im November 1917: „Wir wollen Weltpolitik treiben, aber dazu ist nur ein Herrenvolk fähig, nicht ein Herrenvolk im Sinne der alldeutschen Parvenüphrase, sondern ganz einfach ein Volk, das die Kontrolle seiner Verwaltung fest in der Hand hält.“ In diesem Sinne taucht der Begriff auch in Webers Kritik der rassentheoretischen Geschichtsphilosophie und bei Friedrich Naumann auf. Der Historiker Wolfgang J. Mommsen verweist darauf, dass der Begriff durch die Verknüpfung mit dem Gedanken politischer Machtausübung nach außen heute „mit Recht“ als bedenklich erscheine.

## Der Begriff „Herrenrasse“
Der Begriff der Herrenrasse (in der Regel als germanische Herrenrasse oder arische Herrenrasse) lässt sich demgegenüber auf den französischen Rassentheoretiker Joseph Arthur de Gobineau zurückführen und ist seit dem letzten Drittel des 19. Jahrhunderts zugleich ein Schlüsselbegriff des modernen Antisemitismus in Deutschland. In seinem vierbändigen „Essay über die Ungleichheit der menschlichen Rassen“ (1853–1855) vertrat Gobineau die Ansicht, dass der Lauf der Weltgeschichte rassisch bedingt sei. Während alle Hochkulturen den Ariern zuzuordnen seien, müsse man die übrigen „Rassen“ als „minderwertig“ ansehen. Vermische sich die „arische Herrenrasse“ mit einer der „minderwertigen Rassen“, komme es zu Zerfall und Untergang.
Innerhalb der völkischen Ideologie entwickelte die Doktrin vom nordischen Ursprung der Arier Beweiskraft für die Annahme, dass die germanische Herrenrasse die einzig kulturschöpfende, technisch begabte und staatsbildende Kraft in der Geschichte sei. Ihr wird die sogenannte „jüdische Gegenrasse“ als negatives Gegenbild entgegengestellt. Den wohl wichtigsten Beitrag zu dieser manichäischen Weltanschauung legte Houston Stewart Chamberlain mit Die Grundlagen des XIX. Jahrhunderts (1899) vor. Chamberlain begründete den Antisemitismus mit der angeblichen Überlegenheit der „arischen Rasse“ und vermischte ihn mit messianischen, mystischen, sozialdarwinistischen und eugenischen Ideen. Im Unterschied zu Gobineau waren für Chamberlain Rasse, Nation und Volk beinahe identisch.
Auch Friedrich Nietzsche benutzte das Vokabular des Rassismus seiner Zeit und verwendete in seiner Schrift Zur Genealogie der Moral den Begriff Herrenrasse. Er wird unter anderem deshalb auch als Rassist, Antisemit und Vordenker und geistiger Wegbereiter des Nationalsozialismus gesehen. Dagegen verweist der Politikwissenschaftler Jürgen R. Winkler darauf, dass Nietzsche jedoch nicht die Deutschen als Herrenrasse gesehen, sondern vielmehr die „Rassenmischung“ gelobt habe, durch welche die Deutschen nur an Qualität gewonnen hätten. Dadurch, dass er Menschen aber nach Rasse klassifizierte und eine Herrenrasse propagiert habe, sei Nietzsche dennoch ein Rassist gewesen.

## „Herrenvolk“ und „Herrenrasse“ im Nationalsozialismus
Die Nationalsozialisten verknüpften die rassistische und antisemitische Idee von der Existenz einer germanischen Herrenrasse mit völkischem Okkultismus und rassenhygienischen Forderungen. Adolf Hitler formulierte in Mein Kampf, die nationalsozialistische Bewegung habe die „Mission“ der Schaffung „eines germanischen Staates“, die ihr „vom Schöpfer des Universums“ zugewiesen worden sei. An das deutsche Volk sei der Auftrag der Schaffung eines neuen Menschentums gerichtet. Für diesen neuen Menschentyp hielt Hitler den arischen Menschen bestimmt, dessen Züchtung Hauptaufgabe des Staates werden müsse. Aus der Idealisierung des zu schaffenden Menschentums, so die Germanistin Anja Lobenstein-Reichmann, begründete sich sowohl die nationalsozialistische Heilsutopie als auch der nationalchauvinistische Überlegenheitsanspruch. Hitler glaubte, es könne in der Zukunft nur „eine höchste Rasse“ als Herrenvolk zur Weltherrschaft berufen sein. Dabei bezog er den Ausdruck direkt auf die Deutschen, die er mehrfach als Herrenvolk betitelte. Noch in seinen letzten überlieferten Äußerungen bekräftigte Hitler, dass das deutsche Volk ein Herrenvolk und von der göttlichen Vorsehung zur Weltherrschaft berufen sei.
Der NS-Ideologe Alfred Rosenberg orientierte sich vor allem an Houston Stewart Chamberlain und übernahm dessen rassenantisemitische Vorstellung von den Germanen als Kulturschöpfern und den Juden als Kulturzerstörern. Während des Nürnberger Hauptkriegsverbrecherprozesses bezeichnete der amerikanische Ankläger Robert H. Jackson in seinem Plädoyer am 26. Juli 1946 Rosenberg als den „geistigen Priester der ‚Herrenrasse‘“, ohne dass das Gerichtsprotokoll hier einen Widerspruch des Angeklagten vermerken würde. Im Kreuzverhör durch den US-Ankläger Thomas J. Dodd im April 1946 griff Rosenberg zur Taktik, die Übersetzung vom Deutschen ins Englische zu kritisieren, und verwies unter anderem darauf, dass er immer die Übersetzung des Wortes „Herrenrasse“ höre, in dem ihm vorgelegten Dokument aber nicht von „Herrenrasse“, sondern von „Herrenmenschentum“ die Rede sei.
Die nationalsozialistische Rassenhygiene, die Zwangssterilisierung und Ermordung als „minderwertig“ angesehener Kranker und Behinderter, die Entrechtung, Verfolgung und Ermordung der Juden und die Pläne zur Neugestaltung der eroberten polnischen und sowjetischen Gebiete (Generalplan Ost) dienten dem Ziel, die Herrschaft der arisch-germanischen „Rasse“ zu erhalten und einen „germanischen Staat deutscher Nation“ zu errichten.
Der Historiker Jürgen Zimmerer verweist auf die Parallelen zwischen der deutschen Kolonialpolitik in Deutsch-Südwestafrika, durch die ein rassischer Privilegienstaat errichtet werden sollte, und den nationalsozialistischen Plänen und Visionen für ihr „Ostreich“. Ob in den Motiven ihrer Lebensraumpolitik oder in ihren Vorstellungen vom zukünftigen Zusammenleben der neuen deutschen „Herrenschicht“ und der slawischen Unterschicht – allerorten ließen sich koloniale Anklänge finden. Insbesondere Hitler habe die Parallele zur Kolonialgeschichte klar vor Augen gestanden.